# Кемчі
Кемчі (ісп. Quemchi) — селище в Чилі. Адміністративний центр однойменної комуни. Населення — 1665 осіб (2002). Селище і комуна входить до складу провінції Чилое і регіону Лос-Лагос.
Територія комуни — 440,3 км². Чисельність населення — 9102 мешканців (2007). Щільність населення — 20,67 чол/км².

## Розташування
Селище розташоване на острові Чилое за 86 км на південний захід від адміністративного центру регіону міста Пуерто-Монт та за 45 км на північний схід від адміністративного центру провінції міста Кастро.
Комуна межує:
- на південному заході — з комуною Далькауе
- на заході — з комуною Анкуд

На сході комуни розташована затока Анкуд (затока)|Анкуд.

## Демографія
Згідно з даними, зібраними під час перепису Національним інститутом статистики, населення комуни становить 9102 особи, з яких 4818 чоловіків та 4284 жінки.
Населення комуни становить 1,15 % від загальної чисельності населення регіону Лос-Лагос. 70 % належить до сільського населення і 30 % — міське населення.